# Autoroute A-51 (Espagne)
Pour les articles homonymes, voir A51.
L'autoroute espagnole A-51 appelée aussi Circunvalación de Avilà est une autoroute urbaine de la province d'Ávila de 10 kilomètres qui entoure Ávila par le nord en desservant les différentes zones de la ville.
D'une longueur de dix kilomètres, elle relie l'AP-51 à l'est à l'A-50 au nord. Elle est composée de quatre échangeurs qui desservent le centre ville et les zones industrielles.
Elle est le résultat du doublement de la N-110.

## Tracé
- Elle prolonge l'AP-51 en provenance de Villacastin (A-6) à l'est de la ville et se termine complètement à l'ouest sur la route de Plasencia.
- Au nord de la ville, l'A-51 bifurque avec l'A-50 qui permet de relier Ávila à Salamanque.

## Sorties
| Sorties | Villes                    |       |
| ------- | ------------------------- | ----- |
|         | Madrid La Corogne A-6     | AP-6  |
| 01      | Avila Est                 | N-110 |
| 02      | Avila Nord - Adanero      | N-403 |
|         | Avila Centre - Salamanque | A-50  |
|         | Avila Ouest - Plasencia   | N-110 |

### Référence
- Nomenclature